# Ашкілеу
Ашкілеу (рум. Așchileu) — комуна у повіті Клуж в Румунії. До складу комуни входять такі села (дані про населення за 2002 рік):
- Ашкілеу-Маре (611 осіб) — адміністративний центр комуни
- Ашкілеу-Мік (403 особи)
- Дорна (81 особа)
- Крісторел (439 осіб)
- Фодора (307 осіб)

Комуна розташована на відстані 347 км на північний захід від Бухареста, 24 км на північ від Клуж-Напоки.

## Населення
За даними перепису населення 2002 року у комуні проживала 1841 особа.
Національний склад населення комуни:
| Національність | Кількість осіб | Відсоток |
| -------------- | -------------- | -------- |
| румуни         | 1541           | 83,7%    |
| угорці         | 200            | 10,9%    |
| цигани         | 100            | 5,4%     |

Рідною мовою назвали:
| Мова      | Кількість осіб | Відсоток |
| --------- | -------------- | -------- |
| румунська | 1577           | 85,7%    |
| угорська  | 199            | 10,8%    |
| циганська | 65             | 3,5%     |

Склад населення комуни за віросповіданням:
| Релігія        | Кількість осіб | Відсоток |
| -------------- | -------------- | -------- |
| православні    | 1614           | 87,7%    |
| реформати      | 191            | 10,4%    |
| п'ятдесятники  | 15             | 0,8%     |
| римо-католики  | 5              | 0,3%     |
| адвентисти     | 5              | 0,3%     |
| греко-католики | 4              | 0,2%     |
| бретрени       | 4              | 0,2%     |
| лютерани       | 3              | 0,2%     |

## Зовнішні посилання
- Дані про комуну Ашкілеу на сайті Ghidul Primăriilor [Архівовано 21 жовтня 2012 у Wayback Machine.]